# Frege nyelvfilozófiája
Friedrich Ludwig Gottlob Frege (1848-1925) mind az analitikus nyelvfilozófia, mind a modern szimbolikus logika megszületésekor úttörő tevékenységet fejtett ki. A nyelvfilozófiai vizsgálódásait elsősorban a következő munkáiban olvashatjuk:
- Függvény és fogalom (1891)
- Fogalom és tárgy (1891)
- Jelentés és jelölet (1892)

Ezek közül is nyelvfilozófia szempontjából legnagyobb jelentőségű a természetes nyelvek kifejezéseinek szemantikai problémáival foglalkozó Jelentés és jelölet című. Ebben a művében vázolja fel elméletét a jel-jelölet-jelentés fogalomhármasról, azaz a fregei háromszögről.

## Függvény és fogalom
A dolgozat alapvetően logikai grammatikai jellegű, de sok szemantikai utalás is található benne. Először a természetes számok matematikájának nyelvét teszi vizsgálat tárgyává. Eszerint egy aritmetikai függvény olyan műveletsor, mely egy vagy több kitöltetlen helyet tartalmaz. Rámutat arra, hogy például a 2{\displaystyle \cdot }{\displaystyle x^{3}+x} függvény úgy keletkezik, hogy elgondoljuk, hogy a
{\displaystyle 2\cdot 1^{3}+1}
{\displaystyle 2\cdot 4^{3}+4}
{\displaystyle 2\cdot 5^{3}+5}
kifejezésekben mi a közös. Ekkor a 2{\displaystyle \cdot }( ){\displaystyle ^{3}} + ( ) nyitott kifejezéshez (függvényhez) jutunk, melynek kitöltetlen helyére (argumentumába) egy számot helyettesítve egy újabb számot kapunk.
Az aritmetika nyelve kifejezéseinek szám / függvény felosztását a második lépésben kiterjeszti a logikára. A számokon kívül másféle, általa tárgyaknak nevezett dolgokat is bevezet az ontológiába, éspedig az Igaz és Hamis értékeket. Ezzel együtt a függvény fogalmát kiterjeszti a relációkra is. Például az ( ){\displaystyle ^{2}} = 1 nyitott kifejezést olyan függvénynek értelmezi, melyben a kitöltetlen helyre egy számot írva a kifejezés az Igaz vagy Hamis értékek egyikét veszi fel. Az ilyen logikai nyitott mondatokat fogalomnak nevezi.
A logikai fogalmaknál hívja fel arra a figyelmet, hogy {\displaystyle 2^{4}} (általa tulajdonnévnek nevezett nyelvi kifejezés) és a {\displaystyle 4^{2}} jelek, bár ugyanazt a tárgyat jelölik (azaz ugyanaz a jelöletük), de más a jelentésük. Hiszen a {\displaystyle 2^{4}=4^{2}} egyenlőség bizonyításra szorul, nem triviális igazság (nem a kanti értelemben vett analitikus, hanem szintetikus). Más gondolatot tartalmaznak, mert más műveletek eredményeként jöttek létre.
Végül általánosítja az aritmetikai függvény illetve a logikai fogalom fogalmát, hogy azon a természetes nyelv nyitott kijelentő mondatait is lehessen érteni. Ez a nyelvfilozófiában korszakalkotó argumentum – függvény felbontás:
„A kijelentő mondatok általában – ugyanúgy, mint az azonosságok, vagy egyenlőségek vagy az analitikus kifejezések – felbonthatók két olyan részre, melyek közül az egyik önmagában lezárt, a másik kiegészítésre szoruló, kitöltetlen. Így például a
»Caesar meghódította Galliát«
mondatot felbonthatjuk a »Caesar« és a »meghódította Galliát« részekre. A második rész kitöltetlen, üres hellyel jár együtt, és csak azáltal kerül napvilágra egy lezárt értelemben, ha ezt a helyet kitöltjük egy tulajdonnévvel vagy olyan kifejezéssel, amely tulajdonnevet képvisel. Ennek a kitöltetlen résznek a jelöletét itt is függvénynek nevezem. Ebben az esetben az argumentum Caesar.” (G. Frege)
Ezek után összefoglalja, hogy mit tart az egyes nyelvi kifejezések jelöletének.
– a tulajdonnevek tárgyakat jelölnek („tárgy” itt persze személy is lehet)
– a kijelentő mondatok az Igaz vagy a Hamis jelű tárgyakat jelölik (az igazságértékeket tehát tárgyaknak tekintette)
– a függvények (fogalmak) jelöletének megnevezésére a függvény értékmenete szakkifejezést vezeti be.
Ez utóbbit explicite nem definiálja, ám mégis arra következtethetünk, hogy az értékmenet predikátum esetén nem más, mint amit ma a predikátum igazságtartományának nevezünk, olyan tárgyértékű függvény esetén pedig, amikor a tárgy nem igazságértéke nem más, mint a halmazelméleti függvény. Frege jelölésével tehát a következőkkel azonosíthatók:
{\displaystyle {\hat {x}}f(x)=\{x\mid f(x)\}} és
{\displaystyle {\hat {x}}f(x)=\{\langle x,y\rangle \mid y=f(x)\}}
Végül utal arra a gondolatra, hogy egy kijelentő mondatban akármelyik tulajdonnevet kiemelhetünk és készíthetünk belőle nyitott mondatot. Például eltávolíthatunk egy függvénynevet is. Ez az argumentum – függvény felbontás elvének olyan általános érvénnyel történő használatára utal, mely a fregei logikai grammatikát másodrendű logikává teszi. Például a
„Minden természetes számra teljesül, hogy f ”
az f-ben egy kitöltetlen helyet tartalmaz, amit például az „osztható 1-gyel” nyitott mondattal kitöltve kitöltve zárt kijelentő mondatot kapunk:
„Minden természetes számra teljesül, hogy osztható 1-gyel”
Ezeket másodfokú függvényeknek nevezi, mai szóhasználatban másodrendű logikai predikátumokról van szó.

## Jelentés és jelölet
Az a = a, és az a = b típusú állítások különböző ismeretekkel rendelkeznek. Az a = a apriori érvényes és analitikus kijelentés is. Az a = b azonban szintetikus kijelentés, azaz bővíti az ismereteinket, az jelenti, hogy az "a" és a "b" név ugyanazt jelöli. Ez a reláció azonban csak akkor állhat fenn, ha ténylegesen létezik az a dolog amit jelölnek. Továbbá ha a = b, akkor "a" jelölete ugyanaz mint "b" -jé, így igaznak kellene lennie, hogy "a = a" igazságértéke megegyezik "a = b" igazságértékével, de mivel "a" jelentése különbözik "b" jelentésétől, ezért az "a = a" és az "a = b" gondolatoknak ismeretértéke nem lesz azonos, az ítéletek különbözőek.
Egy mondatrész felcserélése vele egyező jelöletű mondatrésszel, nem változtatja meg a mondat igazságértékét: a = b, ahol "a" és "b" ugyanazt jelöli: a = Alkonycsillag, b= Hajnalcsillag, jelölete azonos, jelentése azonban nem.
Frege szerint, egy jelentés megléte nem biztosítja egyben a jelölet meglétét is: például a "Tejút rendszer középpontja" állításnak van jelentése, azonban nincs jelölete. Azaz, nem tudjuk konkrétan meghatározni azt a pontot, amire biztosan rámondhatnánk, hogy ez és ez a Tejút rendszer középpontja.
A közönséges értelemben vett tulajdonneveknek is van valamilyen jelentésük, Frege szerint a tulajdonnevek álcázott, vagy rövidített deskripciók
A jelnek megfelel egy jelentés, ennek pedig egy meghatározott jelölet, a jelölethez azonban nemcsak egy jel tartozik, mert ugyanazt a jelentést különbözőképpen lehet kifejezni. Előfordul azonban, hogy a jelentésnek nem mindig felel meg egy jelölet: a "Földtől legtávolabb eső égitest", van jelentése azonban nem biztos, hogy van jelölete.

## Tulajdonnevek
Egy tulajdonnév jelentését mindenki felfogja aki ért egy nyelvet, mondta Frege, a név jelöletét azonban csupán egyoldalúan. A jelölet helyes ismeretéhez hozzátartozna, hogy minden egyes adott jelenségről azonnal meg tudjuk adni, vajon a jelölethez tartozik-e vagy sem. Ezt azonban soha sem tudjuk elérni.
A neveknek jelöletükön kívül, még egy fontos szemantikai tulajdonsággal kell rendelkezniük: értelemmel. Egy név rendelkezhet értelemmel akkor is, ha nincs jelölete, és két név értelme különbözhet, akkor is ha jelöletük azonos (ld. Alkonycsillag – Hajnalcsillag)

### Tulajdonnevek a mondatokban
- Az, hogy a mondatban szereplő névnek van-e jelölete, nem része, hanem feltétele a mondat állításának (a negációra is igaz).
- Ha egy mondatban olyan név szerepel, amelynek nincs jelölete, akkor a mondatnak nincs igazság értéke.
- Logikailag tökéletes nyelvben, nem szabad megengedni jelölet nélküli neveket.

## Egy mondat igazságának feltételei
Frege az igazolhatóságot akarta vizsgálni, azt, hogy az igaznak tartás megfelel-e az igazság törvényeinek. Szerinte az igazság nem áll másból, mint törvényekből, normákból. Amikor valaminek az igazságát vizsgáljuk, a következőképpen gondolkodunk: melyek azok a feltételek, amelynek segítségével nem tartjuk igaznak azt ami hamis?
Frege a következő kérdésre keresi a választ: "Milyen a természete annak, hogy "igaz"?". Majd a következőket válaszolja: szoktuk képekre, képzetekre, mondatokra, gondolatokra mondani. Tehát valamilyen megfelelésben van az, hogy "igaz". Ez azonban mégsem a helyes út – írta Frege – ugyanis az előbbi gondolatmenetel "körforgáshoz " vezet (kép és megfelelője), a kérdés az lesz: igaz e, hogy bizonyos vonatkoztatásban megfelel neki? Mindezek után Frege arra a végkövetkeztetésre jut, hogy az igazság fogalma definiálhatatlan, és az igazság alapvető értelmét, nem a szavakban hanem a mondatokban kell keresni. Az igazság: a mondatok és a gondolatok tulajdonsága.
A mondatot úgy jellemzi, mint a hangok sorozata, amelyeknek bizonyos értelme van, és akkor mondhatjuk igaznak, ha értelme is igaz. A mondatokat pedig fajtájuk szerint megkülönbözteti; azokat, amelyek kifejeznek egy gondolatot, különválasztja azoktól, amelyek nem fejeznek ki gondolatot. Amelyek nem fejeznek ki gondolatot – a felszólító, a kérő stb. – igazságértékkel sem rendelkeznek.

## Jelölet nélküli jelentés
Lehetségesek olyan mondatok is amelyeknek van jelentésük, de nincs jelöletük, ilyen pl.: " Odüsszeuszt Ittakában tették partra". Ebben az esetben az Odüsszeusz névnek nincs jelölete.
Frege szerint, ha valaki nem ismeri a jelölet létezését, az nem állíthatja, vagy tagadhatja a róla állított állítmányt, mert egy mondat jelölete: a mondat igazságértéke. Alany és állítmány összekapcsolásával gondolathoz jutunk, de soha nem juthatunk el annak jelentésétől a jelöletéhez, a gondolattól, annak igazságértékéhez.

## Russell és Frege
Bertrand Russell szerint Frege elmélete megoldhatatlan problémához vezet, szerinte nem kell az értelemmel foglalkozni, a predikátumok tulajdonságokat jelentenek. A nyelv feladata az, hogy rámutasson a dolgokra.
Russell szerint a "Naprendszer tömegközéppontja" kijelentés nem azonos a Naprendszer tömegközéppontja kifejezéssel. Az előbbi nem állít propozíciót, az értelemről állít valamit, addig a második kifejezéspropozíciót állít, a jelöletről állít valamit. Az értelem és a jelölet között van valamilyen logikai viszony, amit meg kell találni, mert az értelemhez, csak a jelölő kifejezéssel lehet jutni.

## Külső hivatkozások
- Gottlob Frege: Jelentés és jelölet, 1892. eredeti, angol fordítás